# Curio (plante)
Pour les articles homonymes, voir Curio (homonymie).
Genre
Synonymes
Curio est un genre de plante à fleurs de la famille des Asteraceae. Les plantes de ce genre sont à feuilles persistantes succulentes avec de longues feuilles striées et des capitules discoïdes dépourvus de fleurons ligulés.

## Taxonomie
Le genre a été décrit par le botaniste anglais Paul V. Heath et publié dans Calyx 5(4) : 136, 1997. Il contient plus de 20 espèces, tous appartenant autrefois au genre Senecio.

## Espèces
- Curio acaulis (L.) P.V.Heath
- Curio archeri (Compton) P.V.Heath
- Curio articulatus (L.) P.V.Heath (Kleinia articulata)[3]
- Curio avasimontanus (Dinter) P.V.Heath
- Curio citriformis (L.) P.V.Heath
- Curio corymbifer (DC.) Eggli
- Curio crassulifolius (DC.) P.V.Heath
- Curio cuneifolius (L.) P.V.Heath
- Curio ficoides (L.) P.V.Heath
- Curio hallianus (G.D.Rowley) P.V.Heath
- Curio herreanus (Dinter) P.V.Heath
- Curio humbertii (Guillaumin) P.V.Heath
- Curio muirii (L. Bolus) van Jaarsv.
- Curio ovoideus (Compton) P.V.Heath
- Curio × peregrinus (L.) P.V.Heath
- Curio pondoensis van Jaarsv. & A.E.van Wyk
- Curio radicans (L.) P.V.Heath
- Curio repens (L.) P.V.Heath
- Curio rowleyanus (L.) P.V.Heath
- Curio sulcicalyx (N.E.Br.) P.V.Heath
- Curio talinoides (DC.) P.V.Heath